# São Lino (diaconia)
São Lino (em latim, Sancti Lini) é uma diaconia instituída em 24 de novembro de 2007, pelo Papa Bento XVI, por meio da bula papal Purpuratis Patribus.

## Titulares protetores
- Giovanni Coppa (2007-2016)
- Giovanni Angelo Becciu (2018-)